# Stawy Karpnickie
Stawy Karpnickie este o arie protejată (sit de importanță comunitară — SCI) din Polonia întinsă pe o suprafață de 211,34 ha, integral pe uscat.

## Localizare
Centrul sitului Stawy Karpnickie este situat la coordonatele 50°51′14″N 15°50′08″E / 50.8538°N 15.8356°E.

## Înființare
Situl Stawy Karpnickie a fost declarat sit de importanță comunitară în octombrie 2009 pentru a proteja 8 specii de animale.

## Biodiversitate
Situată în ecoregiunea continentală, aria protejată conține 7 habitate naturale: Ape stătătoare oligotrofe până la mezotrofe, cu vegetație de Littorelletea uniflorae și/sau de Isoëto-Nanojuncetea, Cursuri de apă de la nivel de câmpie la nivel montan, cu vegetație Ranunculion fluitantis și Callitricho-Batrachion, Liziere de ierburi înalte hidrofile de câmpie și de nivel montan până la alpin, Fânețe de joasă altitudine (Alopecurus pratensis, Sanguisorba officinalis), Pante stâncoase silicioase cu vegetație casmofită, Păduri acidofile de stejar bătrân cu Quercus robur pe câmpii nisipoase, Păduri aluvionare cu Alnus glutinosa și Fraxinus excelsior (Alno-Padion, Alnion incanae, Salicion albae).
La baza desemnării sitului se află mai multe specii protejate:
- amfibieni (2): buhai de baltă cu burta roșie (Bombina bombina), triton cu creastă (Triturus cristatus)
- mamifere (3): castor (Castor fiber), vidră de râu (Lutra lutra), liliac comun (Myotis myotis)
- nevertebrate (1): Osmoderma eremita
- pești (2): zglăvoacă (Cottus gobio), cicar (Lampetra planeri)